# ناوشکن کلاس اسپیتفول
ناوشکن کلاس اسپیتفول (به انگلیسی: Spiteful-class destroyer) یک کلاس از کشتی است که طول آن ۲۱۰ فوت (۶۴ متر) می‌باشد.